# Pequeñeces
Pequeñeces... és una pel·lícula espanyola dirigida per Juan de Orduña, estrenada al cine Rialto de Madrid l'11 de març de 1950 i basada en la novel·la homònima del pare Luis Coloma Roldán.
Es tracta d'una luxosa superproducció de Cifesa, amb un pressupost de quatre milions de pessetes, dels quals 400.000 es van destinar a dinou vestits de seda natural per a la protagonista i més de 100.000 a la construcció dels decorats de vestíbuls, salons i carrers de Madrid, com la d'Alabarders, pròxima a la Plaça Mayor.
És la continuació de la rendible col·laboració entre Juan de Orduña i Aurora Bautista, que en plena popularitat després de l'èxit de Locura de amor (1948), van estrenar aquest mateix any Agustina de Aragón. El protagonista infantil va ser Carlos Larrañaga, actor molt popular i sol·licitat a partir de llavors.

## Argument
Ambientada en l'últim terç del segle xix, el nen Paquito surt de l'internat en el qual estudia per a passar les vacances amb la seva mare, la Comtessa d'Albornoz. Aviat s'adverteix, no obstant això, de la vida dissoluta que porta la dona, qui, malgrat estar casada, manté relacions amb diferents homes. Aquesta actitud conduirà al rebuig social i també al del seu propi fill.

## Premis
6a edició de les Medalles del Cercle d'Escriptors Cinematogràfics
| Millor actriu secundària | Elena Salvador | Guanyadora |

- Tercer premi del Sindicat Nacional de l'Espectacle.
- Fotogramas de Plata al millor intèrpret de cinema espanyol a Jesús Tordesillas.